# BREATH (渡辺美里のアルバム)
『BREATH』（ブレス）は、1987年7月15日にリリースされた渡辺美里の3枚目のオリジナル・アルバム。発売元はEPIC・ソニー。

## 制作
本アルバムの制作は、吉田拓郎ファンである渡辺が「どうしてこんなに悲しいんだろう」を歌おうと決めた時から始まった。渡辺は「『My Revolution』を始め、私の歌はすごく前向きな『ガンバロウ！』というイメージで受けとめられているけど、そればかりでなく、もっと自分の内側、内なる部分の私的革命という意味を持つと考えていて、それをもっと中心にやって行くと考えた時、『どうしてこんなに悲しいんだろう』があった。あの歌から『My Revolution』に広がって行く。だから私、『Steppin' Now Special』（1987年の日本武道館を含むアリーナツアー）であの歌を歌おうと思ったし、そんな思いがクレシェンドして、アルバムの軸になっていった。『風になれたら』は『どうしてこんなに悲しいんだろう』の現代の女の子版だと思う」などと話している。
本作で作曲家デビューした伊秩弘将をはじめ、渡辺の高校の先輩である清水信之に佐橋佳幸、西平彰が楽曲制作に参加している。また、本作から2000年に発売される『Love♥Go Go!!』まで一部の楽曲を除き、渡辺が全曲の作詞を担当、うち数曲作詞・作曲両方を手掛けることとなる。
同アルバムからのシングル曲は「IT'S TOUGH／BOYS CRIED（あの時からかもしれない）」のみとなり、前2作とは違って同アルバムからのシングルカットに依るリカットシングルは無い。

## ディスクジャケット
ジャケット写真は渡辺本人の顔をアップにしたものである。

## 収録曲
| 全作詞: MISATO。 |                                                   |           |                    |          |      |
| #                | タイトル                                          | 作詞      | 作曲               | 編曲     | 時間 |
| 1.               | 「BOYS CRIED (あの時からかもしれない)」           | MISATO    | 伊秩弘将           | 西平彰   | 3:23 |
| 2.               | 「HAPPY TOGETHER」                                | MISATO    | 佐橋佳幸           | 佐橋佳幸 | 4:35 |
| 3.               | 「IT'S TOUGH」                                    | MISATO    | 伊秩弘将           | 西平彰   | 3:40 |
| 4.               | 「MILK HALLでおあいしましょう」                   | MISATO    | 佐橋佳幸           | 清水信之 | 3:51 |
| 5.               | 「BREATH」                                        | MISATO    | 伊秩弘将           | 清水信之 | 7:09 |
| 6.               | 「RICHじゃなくても」                              | MISATO    | 渡辺美里           | 清水信之 | 4:35 |
| 7.               | 「BORN TO SKIP」                                  | MISATO    | 木根尚登           | 清水信之 | 5:35 |
| 8.               | 「HERE COMES THE SUN (ビートルズに会えなかった)」 | MISATO    | 小室哲哉           | 西平彰   | 4:58 |
| 9.               | 「PAJAMA TIME」                                   | MISATO    | 小室哲哉           | 清水信之 | 4:00 |
| 10.              | 「風になれたら」                                  | MISATO    | 渡辺美里・佐橋佳幸 | 佐橋佳幸 | 3:55 |
| 合計時間:        | 合計時間:                                         | 合計時間: | 合計時間:          | 45:41    |      |

## クレジット

### 参加ミュージシャン
| BOYS CRIED〜あの時からかもしれない〜 - e.guitar, a.guitar & flat mandoline : 佐橋佳幸 - keyboards : 西平彰 - drums : 青山純 - e.bass : 荻原“メッケン”基文 - percussions : 浜口茂外也 - manipulate : 松井隆雄 - chorus : 木戸泰弘・比山清 HAPPY TOGETHER - The Loversoul e.guitar : 佐橋佳幸 keyboards : 柴田俊文 drums & percussion : 松本淳 e.bass : 井上哲也 chorus : Cindy・Suzi Kim・Wornell Jones・Joey MacCoy ・“Smile”Sahashi IT'S TOUGH - e.guitar : 佐橋佳幸 - keyboards : 富樫春生・西平彰 - drums : 古田たかし - e.bass : 有賀啓雄 - manipulate : 松井隆雄 - trumpet : 数原晋・兼崎“Don-pei”順一 - trombone : 早川隆章 - saxophone : Jake H. Concepcion - chorus : MISATO MILK HALLでおあいしましょう - e.guitar : 佐橋佳幸 - drums programming,keyboards & e.bass : 清水信之 - chorus : 安部恭弘・木戸泰弘・比山清・MISATO BREATH - a.piano : 清水信之 - strings : 金子飛鳥グループ - flute : 衛藤幸雄・西沢幸彦 - oboe : 石橋雅一 - horn : 沖田晏 | RICHじゃなくても - electronics, a.piano, glockenspiel & percussions : 清水信之 - horns : 東京 Jazz Ensemble BORN TO SKIP - electronics & percussions : 清水信之 HERE COMES THE SUN〜ビートルズに会えなかった〜 - e.guitar : 佐橋佳幸 - keyboards：富樫春生, 西平彰 - drums : 青山純 - e.bass : 有賀啓雄 - percussions : 古田たかし - manipulate : 松井隆雄 - chorus : TM NETWORK・MISATO PAJAMA TIME - e.guitar：佐橋佳幸 - electronics & percussions : 清水信之 - chorus : 安部恭弘・木戸泰弘・比山清・MISATO 風になれたら - a.guitar and keyboards : 佐橋佳幸 - manipulate : 石川鉄男 - chorus : MISATO |

### スタッフ
- Produced : 小坂洋二, MISATO
- Co-Produced, Mixed, Digital Mastered : 伊東俊郎
- Directed : 山口三平, 大本和典(Grass Company)
- Project Coordinated : 早川隆(Grass Company)
- Recorded : 伊東俊郎, 吉田睦, 森岡徹也
- Assisted : 室克己, 伊藤康宏, 松尾順二
- Artist Promotion : 湯川宏一, はぎわらあきら, 石栗一浩
- Art Direction, Design : 植田敬治
- Photography : 大川直人

## リリース履歴
| No. | 日付           | レーベル          | 規格        | 規格品番                         | 最高順位 | 備考 |
| --- | -------------- | ----------------- | ----------- | -------------------------------- | -------- | --- |
| 1   | 1987年7月15日  | EPIC・ソニー      | LP CT CD    | 28・3H-300 28・6H-240 32・8H-130 | 1位      | |
| 2   | 1991年7月1日   | Epic/Sony Records | CD          | ESCB-1163                        |          | |
| 3   | 1992年12月12日 | Epic/Sony Records | MD          | ESYB-7017                        |          | |
| 4   | 2010年8月25日  | Epic Records      | Blu-spec CD | ESCL-20043                       |          | CD-BOX『Misato Watanabe 25th Anniversary Album Box-Wonderful Moments 25th-』 （完全生産限定盤）収録。紙ジャケット、リマスタリング仕様 |